# Pegoscapus
Pegoscapus es un género de avispas de los higos de la familia Agaonidae. Se encuentra  en América, desde Florida y México hasta el norte de Argentina. Son mutualistas obligadas de especies de higos, a las que polinizan. Pegoscapus poliniza especies de higos de la sección Americana del subgénero Urostigma.
Se calcula que el género tiene 28 millones de edad basándose en análisis de secuencias de ADN de citocromo c oxidasa; y más de 20 millones de años con base en un fósil en ámbar de la República Dominicana.

## Especies
- Pegoscapus aemulus (Grandi)
- Pegoscapus aerumnosus (Grandi)
- Pegoscapus aguilari (Grandi)
- Pegoscapus amabilis (Grandi)
- Pegoscapus ambiguus (Grandi)
- Pegoscapus assuetus (Grandi)
- Pegoscapus astomus (Grandi)
- Pegoscapus attentus (Grandi)
- Pegoscapus baschierii (Grandi)
- Pegoscapus brasiliensis (Mayr)
- Pegoscapus bruneri (Grandi)
- Pegoscapus cabrerai (Blanchard)
- Pegoscapus carlosi (Ramírez, 1970)
- Pegoscapus cumanensis (Ramírez)
- Pegoscapus elisae (Grandi)
- Pegoscapus estherae (Grandi)
- Pegoscapus flagellatus (Wiebes)
- Pegoscapus flaviscapa (Ashmead)
- Pegoscapus franki (Wiebes)
- Pegoscapus gemellus (Wiebes)
- Pegoscapus grandii (Hoffmeyer)
- Pegoscapus groegeri (Wiebes)
- Pegoscapus herrei (Wiebes)
- Pegoscapus hoffmeyeri (Grandi)
- Pegoscapus ileanae (Ramírez)
- Pegoscapus insularis (Ashmead)
- Pegoscapus jimenezi (Grandi)
- Pegoscapus kraussi (Grandi)
- Pegoscapus longiceps (Cameron)
- Pegoscapus lopesi (Mangabeira Filho)
- Pegoscapus mariae (Ramírez)
- Pegoscapus mexicanus (Ashmead)
- Pegoscapus obscurus (Kirby)
- Pegoscapus orozcoi (Ramírez)
- Pegoscapus philippi (Grandi)
- Pegoscapus piceipes (Ashmead)
- Pegoscapus silvestrii (Grandi)
- Pegoscapus tomentellae (Wiebes)
- Pegoscapus tonduzi (Grandi)
- Pegoscapus torresi (Grandi)
- Pegoscapus tristani (Grandi)
- Pegoscapus urbanae (Ramírez)
- Pegoscapus williamsi (Grandi)